# زاگراجه (کورشوملییا)
زاگراجه (به صربی: Zagrađe) یک منطقهٔ مسکونی در صربستان است که در کورشوملیا واقع شده‌است. زاگراجه ۱۹ نفر جمعیت دارد.